# Kristina Koznick
Kristina Koznick (* 24. November 1975 in Apple Valley, Minnesota) ist eine ehemalige US-amerikanische Skirennläuferin.

## Biografie
Siebenjährig stand sie erstmals auf Skiern. Am 24. Januar 1993 startete sie bei einem Slalom in Haus/Ennstal (AUT) erstmals im Weltcup und war damit die jüngste US-Amerikanerin, die je in einem Weltcup-Rennen an den Start gegangen war. Sie trug die Nummer 33 und belegte in 103,59 sec, zugleich 5,35 sec Rückstand auf Siegerin Patricia Chauvet, Rang 21, was ihre ersten WC- und FIS-Punkte bedeuteten.
Koznick gewann im Laufe ihrer Karriere sechs Weltcup-Rennen (alle im Slalom). Obschon sie viele Jahre der Weltspitze der Slalomfahrerinnen angehörte, hat sie bei Olympischen Spielen und Weltmeisterschaften nie reüssieren und ihr Leistungsvermögen bei einem Großereignis demonstrieren können: bei der WM 2001 in St. Anton am Arlberg belegte sie als Achte ihr bestes Ergebnis. Bei den Olympischen Spielen in Nagano 1998 wie auch in Salt Lake City 2002 schied sie im Slalom aus, im Riesenslalom 2002 belegte sie Rang 17. Bei Weltmeisterschaften kam sie bis auf Sierra Nevada 1996 mit Rang 19 nie ins Ziel. Im Riesenslalom gelang ihr Rang 15 in St. Anton 2001, Rang 12 in St. Moritz 2003 und Rang 23 in Bormio 2005. Mit dem vierten Rang von Sölden zu Beginn der Saison 2004/05 belegte sie erstmals auch im Riesenslalom einen Spitzenplatz.
Am 11. Juli 2006 erklärte Koznick ihren Rücktritt. Insgesamt stand sie neben den sechs Siegen weitere 14-mal im Weltcup auf dem Podest und kam insgesamt 54-mal unter die ersten Zehn. 1998 und 2002 wurde sie Zweite im Slalom-Weltcup und war elf Jahre lang die beste Slalomfahrerin der USA. Sie wurde 5-mal US-Meisterin, nahm an drei Olympischen Spielen teil, wobei sie sich bei jenen 2006 in Turin im ersten Slalom-Durchgang verletzte; mit N° 6 gestartet, belegte sie Rang 34, verzichtete wegen ihrer Verletzung auf einen Start im 2. Durchgang und trat auch zum Riesenslalom nicht an. Eine Verletzung hat sie schon 1994 in Lillehammer zum Zusehen verurteilt. In ihrer letzten Saison waren zwei vierte Plätze ihre besten Ergebnisse.

## Erfolge

### Olympische Spiele
- Salt Lake City 2002: 17. Riesenslalom

### Weltmeisterschaften
- Sierra Nevada 1996: 19. Slalom
- St. Anton 2001: 8. Slalom, 15. Riesenslalom
- St. Moritz 2003: 12. Riesenslalom
- Bormio 2005: 23. Riesenslalom

### Weltcupwertungen
| Saison  | Gesamt | Gesamt | Riesenslalom | Riesenslalom | Slalom | Slalom |
| Saison  | Platz  | Punkte | Platz        | Punkte       | Platz  | Punkte |
| ------- | ------ | ------ | ------------ | ------------ | ------ | ------ |
| 1992/93 | 87.    | 36     | –            | –            | 41.    | 36     |
| 1994/95 | 75.    | 46     | –            | –            | 26.    | 46     |
| 1995/96 | 80.    | 29     | –            | –            | 40.    | 29     |
| 1996/97 | 80.    | 24     | –            | –            | 35.    | 24     |
| 1997/98 | 11.    | 560    | –            | –            | 2.     | 560    |
| 1998/99 | 36.    | 265    | –            | –            | 6.     | 265    |
| 1999/00 | 19.    | 503    | 29.          | 75           | 5.     | 428    |
| 2000/01 | 17.    | 371    | 26.          | 71           | 7.     | 300    |
| 2001/02 | 8.     | 612    | 22.          | 94           | 2.     | 518    |
| 2002/03 | 27.    | 269    | 30.          | 57           | 11.    | 212    |
| 2003/04 | 21.    | 352    | 27.          | 55           | 8.     | 297    |
| 2004/05 | 15.    | 432    | 23.          | 77           | 4.     | 355    |
| 2005/06 | 31.    | 228    | 28.          | 48           | 13.    | 180    |

### Weltcupsiege
| Datum             | Ort           | Land        | Disziplin |
| ----------------- | ------------- | ----------- | --------- |
| 29. Januar 1998   | Åre           | Schweden    | Slalom    |
| 28. Dezember 1998 | Semmering     | Österreich  | Slalom    |
| 10. März 2000     | Sestriere     | Italien     | Slalom    |
| 19. März 2000     | Bormio        | Italien     | Slalom    |
| 20. Januar 2002   | Berchtesgaden | Deutschland | Slalom    |
| 15. März 2003     | Hafjell       | Norwegen    | Slalom    |

### Juniorenweltmeisterschaften
- Maribor 1992: 4. Slalom, 35. Riesenslalom
- Monte Campione 1993: 4. Slalom